# Kempingek minősítése

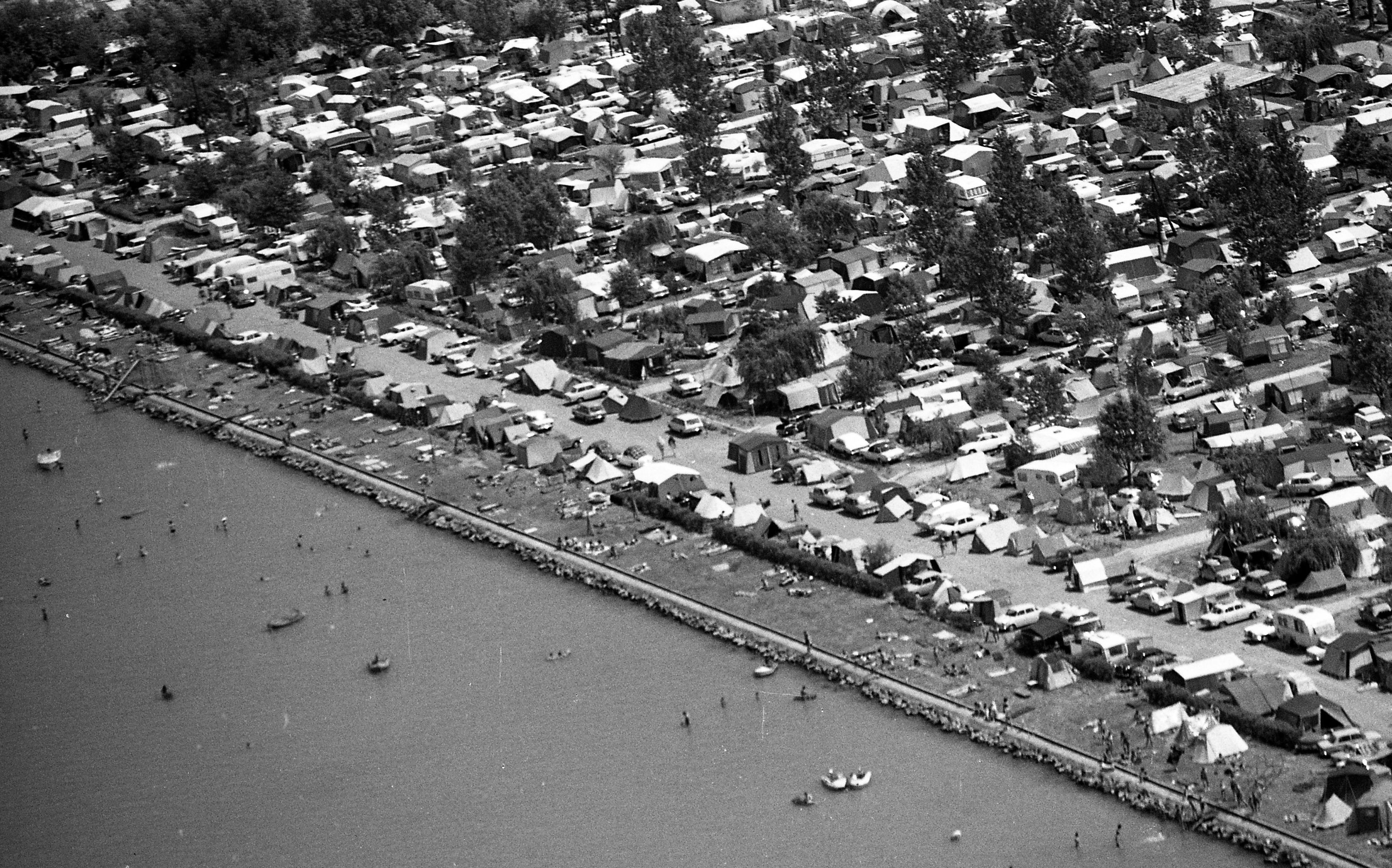
Autós kemping Zamárdiban

A szálláshelyek minősítését, osztályba sorolását a szakmai szövetségek közreműködésével kialakított, állami tulajdonban lévő nemzeti tanúsító védjegyrendszer biztosítja. A tanúsító védjegyek tulajdonosa a mindenkori turizmusért felelős tárca.

## Kemping, mint szálláshely
A 239/2009 (X. 20) Kormányrendeletben foglaltak szerint a kemping az a külön területen kizárólag szálláshely-szolgáltatás folytatása céljából létesített szálláshelytípus, amelyben szállás céljából a vendégek és járműveik számára elkülönült területet (a továbbiakban: területegység), illetve üdülőházat (a továbbiakban együtt: lakóegység) és egyéb kiszolgáló létesítményeket (például tisztálkodási, mosási, főzési, egészségügyi célokat szolgáló vizesblokk, portaszolgálat stb.) biztosítanak, és amely legalább kilenc lakóegységgel rendelkezik.

## Kemping csillaggal nemzeti tanúsító védjegy
A „kemping csillaggal” tanúsító védjegy a turizmusért felelős tárca által létrehozott és működtetett tanúsító védjegy, amelynek alapvető célja, hogy – összhangban a szálláshely-szolgáltatási tevékenység folytatásának részletes feltételeiről és a szálláshely-üzemeltetési engedély kiadásának rendjéről szóló 239/2009. (X. 20.) Korm. rendeletben foglaltakkal – garanciát nyújtson a szálláshelyszolgáltatás-nyújtás minőségének a szakmai elvárásoknak megfelelő színvonalára. A védjegy tanúsítja, hogy a szolgáltatások minősítése előre meghatározott, a Magyar Kempingek Szakmai Szövetsége által kidolgozott és a turizmusért felelős tárca által jóváhagyott szakmai szempontrendszer alapján történik. 

## Kempingek minősítése
A kempingek minősítése 1-től 5 csillagig terjed felszereltség, színvonal szerint. A négycsillagos kempingek területe már parkosított jellegű, az egységek minimum 25%-a legalább 80 nm-es, a fő közlekedési utak burkoltak és a kempingben sportolásra alkalmas és felszerelt terület vagy uszoda, illetve saját strand található; a vizesblokkban mozgássérültek részére wc, fürdő van kialakítva és gyermekek számára kialakított mosdó és wc is található. Az ötcsillagos kempingben már melegkonyhás vendéglátóhely, élelmiszerüzlet és kemping felszerelést árusító üzlet is működik; a kemping 100%-ban akadálymentesített, a belső utak burkoltak, a területegységek legalább 50%-a minimum 100 négyzetméteres és például még fürdőszoba is bérelhető.
A védjegy elnyerésére pályázat benyújtásával van lehetőség. A pályázati anyagokat a védjegy koordinálásért felelős szakmai szervezethez, a Magyar Kempingek Szakmai Szövetségéhez kell eljuttatni. 
A beérkező dokumentációt a Minősítő Bizottság véleményezi és amennyiben hiánytalan, úgy a Bíráló Bizottság elé terjeszti. A mindenkori turizmusért felelős tárca delegáltjaiból és a Magyar Kempingek Szakmai Szövetsége képviselőjéből álló Bíráló Bizottság meghozza a döntést a Védjegy odaítéléséről.
A minősítés 3 évig érvényes, de ha az ellenőrzések során hiányosságokat tapasztalnak az ellenőrök, a minősítés visszavonható.

## Lásd még
Kemping
Kempingek listája Magyarországon

## Külső hivatkozások
Magyar Kempingszövetség
239/2009. (X. 20.) Korm. rendelet